# Michaël Canepa
Michaël Canepa est un chercheur américain en informatique et en réseaux

## Biographie
Dans les années 1970, il dirige les services de recherche du groupe informatique américain Honeywell, qui s'associent aux équipes françaises de la Compagnie internationale pour l'informatique, lors de l'harmonisation et du développement des gammes des deux groupes après la fusion de 1975 entre les deux groupes. 
Il est, dans ce cadre, l'un des architectes de la normalisation ISO, puis DSA et ISO/DSA, aux côtés de Charles Bachman, qui le conseille, et au même titre que le français Hubert Zimmermann, chercheur à l'INRIA et proche de la  Compagnie internationale pour l'informatique, efforts qui sont récompensés en 1978. Présenté à Washington en mars 1978, leur projet est accepté et publié immédiatement.